# گان باستر
گان‌باستر (به ژاپنی: トップをねらえ!, Toppu o Nerae!)، یک سریال ژاپنی اووی‌ای انیمه است که توسط بندای ویژوال، Victor و گایناکس تولید و از سال ۱۹۸۸ تا ۱۹۸۹ منتشر شد. اولین نمایش هیده‌آکی آنو که بیشتر به عنوان خالق و کارگردان نئون جنسیس اونگلیون شناخته می‌شود. این عنوان ترکیبی از عناوین مانگا تنیس کلاسیک و انیمه Aim for the Ace! و فیلم موفق درام اکشن «تاپ گان» است که داستان آن الهام گرفته از «گان باستر» است.